# Wilmersdorfská mešita
Wilmersdorfská mešita (německy Berliner Moschee, Ahmadiyya-Lahore-Moschee, Wilmersdorfer Moschee) se nachází v Berlíně, ve čtvrti Berlin-Wilmersdorf.

## Historie
Je to nejstarší stavba tohoto typu v Německu. Vznikla mezi lety 1924 a 1928; jejím architektem byl K. A. Hermann. Součástí celé budovy je též i 32 m vysoký minaret, jež byl těžce poškozen během druhé světové války. Po roce 1945 byla stavba ve spolupráci se spojeneckými silami a náboženským spolkem z Láhauru obnovena, od roku 1993 je též i památkově chráněna. V letech 1999 a 2001 byly též zrekonstruovány oba minarety.